# Parsegh Baghdassarian
Parsegh (Manuel) Baghdassarian ICPB (ur. 21 lutego 1975 w Bejrucie) – libański duchowny ormiańskokatolicki, biskup pomocniczy eparchii w Glendale od 2024. 

## Życiorys
Święcenia kapłańskie otrzymał 2 września 2000 w Instytucie Duchowieństwa Patriarchalnego z Bzommar. Był m.in. wicerektorem seminarium w Aleppo, ekonomem generalnym Instytutu oraz rektorem seminariów. W 2017 wyjechał do Stanów Zjednoczonych i objął funkcję proboszcza ormiańskokatolickiej parafii katedralnej w Glendale.
3 kwietnia 2024 otrzymał nominację na eparchę pomocniczego eparchii w Glendale ze stolicą tytularną Comana Armeniae.
15 czerwca 2024 otrzymał święcenia biskupie w Kościele Najświętszego Zbawiciela w Burdż Hammud. Udzielił mu ich patriarcha Raphaël Bedros XXI Minassian. 